# Toxicocalamus misimae
Espèce
Statut de conservation UICN

 DD  : Données insuffisantes
Toxicocalamus misimae est une espèce de serpents de la famille des Elapidae.

## Répartition
Cette espèce est endémique de la province de Milne Bay en Papouasie-Nouvelle-Guinée. Elle se rencontre sur Misima dans l'archipel des Louisiades.

## Description
Toxicocalamus misimae est un serpent venimeux diurne fouisseur.

## Étymologie
Cette espèce est nommée en référence au lieu de sa découverte, Misima dans l'archipel des Louisiades.

## Publication originale
- McDowell, 1969 : Toxicocalamus, a New Guinea genus of snakes of the family Elapidae. Journal of Zoology, London, vol. 159, p. 443-511.